# أندريس بابلو فوري
أندريس بابلو فوري مواليد 20 مارس 1986 في بوينس آيرس، هو لاعب كرة سلة أرجنتيني. بدأ مسيرته الاحترافية في سنة 2003. يلعب كلاعب هجوم خلفي. يحمل الرقم 10. يبلغ طوله 6 قدم 2 بوصة (1.9 م). لعب مع فولجور ليبرتاس فورلي وأكويلا باسكت ترينتو في ليغا باسكيت الدرجة الأولى.

## روابط خارجية
- أندريس بابلو فوري على موقع fiba3x3.com (الإنجليزية)
- أندريس بابلو فوري على موقع كرة السلة الأوروبية.كوم (الإنجليزية)
- أندريس بابلو فوري على موقع ريلجم (الإنجليزية)
- أندريس بابلو فوري على موقع بروبوليرز (الإنجليزية)
- أندريس بابلو فوري على موقع سبورتس رفرنس (الإنجليزية)